# Цецуни
Цецуни (на сръбски: Цецуни) е село в Черна гора, част от Община Андриевица. Населението на селото през 2003 година е 77 души, предимно етнически сърби.

## Население
- 1948 – 375 жители
- 1953 – 400 жители
- 1961 – 346 жители
- 1971 – 282 жители
- 1981 – 189 жители
- 1991 – 120 жители
- 2003 – 77 жители

### Етнически състав
(2003)
- 53 (68,83 %) – сърби
- 23 (29,82 %) – черногорци

|  | Тази страница частично или изцяло представлява превод на страницата „Цецуни“ в Уикипедия на сръбски. Оригиналният текст, както и този превод, са защитени от Лиценза „Криейтив Комънс – Признание – Споделяне на споделеното“, а за съдържание, създадено преди юни 2009 година – от Лиценза за свободна документация на ГНУ. Прегледайте историята на редакциите на оригиналната страница, както и на преводната страница, за да видите списъка на съавторите. ВАЖНО: Този шаблон се отнася единствено до авторските права върху съдържанието на статията. Добавянето му не отменя изискването да се посочват конкретни източници на твърденията, които да бъдат благонадеждни. |